# Entedon vaginulae
Entedon vaginulae är en stekelart som beskrevs av Julius Theodor Christian Ratzeburg 1852. Entedon vaginulae ingår i släktet Entedon och familjen finglanssteklar.
Artens utbredningsområde är Tyskland. Inga underarter finns listade i Catalogue of Life.